# Bengalla
Bengalla bertmaini es una especie de arañas araneomorfas de la familia Ctenidae. Es la única especie del género monotípico Bengalla.  Es nativa de Australia Occidental.